# Prix Gémeaux du meilleur reporter-journaliste
Le prix Gémeaux du meilleur(e) reporter-journaliste est une récompense télévisuelle remise par l'Académie canadienne du cinéma et de la télévision entre 1987 et 1990.

## Lauréats
- 1987 - Louise Raciot-Filion, L’inceste «Sortie de secours»
- 1988 - Jean-François Lépine, La Chine (Le Point)
- 1988 - Raymond Saint-Pierre, Irlande (Le Téléjournal)
- 1989 - Don Murray, Arménie (Le Téléjournal)
- 1990 - Isabelle Albert, Vieillir au Québec: les centres d’accueil (Le Point)